# Estremoz
Estremoz és un municipi portuguès, situat al districte d'Évora, a la regió d'Alentejo i a la subregió de l'Alentejo Central. L'any 2006 tenia 14.811 habitants. Limita al nord amb Sousel i Fronteira, al nord-est amb Monforte, al sud-est amb Borba, al sud amb Redondo i a l'oest amb Évora i Arraiolos.

## Població
| Població del concelho d'Estremoz (1801 – 2004) | Població del concelho d'Estremoz (1801 – 2004) | Població del concelho d'Estremoz (1801 – 2004) | Població del concelho d'Estremoz (1801 – 2004) | Població del concelho d'Estremoz (1801 – 2004) | Població del concelho d'Estremoz (1801 – 2004) | Població del concelho d'Estremoz (1801 – 2004) | Població del concelho d'Estremoz (1801 – 2004) | Població del concelho d'Estremoz (1801 – 2004) |
| ---------------------------------------------- | ---------------------------------------------- | ---------------------------------------------- | ---------------------------------------------- | ---------------------------------------------- | ---------------------------------------------- | ---------------------------------------------- | ---------------------------------------------- | ---------------------------------------------- |
| 1801                                           | 1849                                           | 1900                                           | 1930                                           | 1960                                           | 1981                                           | 1991                                           | 2001                                           | 2004                                           |
| 10722                                          | 8504                                           | 16238                                          | 20550                                          | 23201                                          | 18073                                          | 15461                                          | 15672                                          | 15064                                          |

## Freguesies
- Arcos
- Évora Monte
- Glória
- Santa Maria (Estremoz)
- Santa Vitória do Ameixial
- Santo André (Estremoz)
- Santo Estêvão
- São Bento de Ana Loura
- São Bento do Ameixial
- São Bento do Cortiço
- São Domingos de Ana Loura
- São Lourenço de Mamporcão
- Veiros

## Personatges il·lustres
- Francisco Manuel de Melo, militar i polític al servei d'Espanya
- Tomás Alcaide, compositor del segle XX